# عامل بدء ترجمة حقيقيات النوى أ5
عامل بدء ترجمة حقيقيات النوى أ5 أو EIF5A (بالإنجليزية: Eukaryotic translation initiation factor 5A)‏ هوَ بروتين يُشَفر بواسطة جين EIF5A في الإنسان.

## الأهمية السريرية
يرتبط خلل EIF5A بمتلازمة فوندس بانكا.

## الوظيفة
- عامل بدء
- ترجمة (وراثة)
- ترجمة لدى حقيقيات النوى